# 보아코주

보아코 주의 위치

보아코주(스페인어: Departamento de Boaco)는 니카라과 중부에 위치한 주로 주도는 보아코이며 면적은 4,244km2, 인구는 171,000명(2006년 기준)이다. 니카라과호 북안과 접한다. 1938년 촌탈레스 주에서 분리되어 신설되었으며 6개 지방 자치체를 관할한다.

주기
주 문장